# Jeff Teague
Jeffrey Demarco „Jeff” Teague (ur. 10 czerwca 1988 w Indianapolis) – amerykański zawodowy koszykarz, występujący na pozycji rozgrywającego.
Od 2009 do 2016 zawodnik Atlanty Hawks. Karierę koszykarską rozpoczął podczas studiów na uniwersytecie Wake Forest. Po dwóch latach studiów zgłosił się do draftu NBA 2009, w którym to został wybrany z numerem 19 przez Atlantę Hawks. Uczestnik meczu gwiazd w 2015.
22 czerwca 2016 trafił w ramach wymiany z udziałem trzech drużyn do klubu Indiana Pacers. 10 lipca 2017 został zawodnikiem Minnesoty Timberwolves.
Koszykarzem jest także jego młodszy brat Marquis.
16 stycznia 2020 został wytransferowany wraz z Treveonem Grahamem do Atlanty Hawks, w zamian za Allena Crabbe.
30 listopada 2020 został zawodnikiem Boston Celtics. 25 marca 2021 dołączył w wyniku transferu do Orlando Magic. Dwa dni później został zwolniony. 1 kwietnia 2021 zawarł umowę do końca sezonu z Milwaukee Bucks. . 

## Osiągnięcia
Stan na 6 grudnia 2021, na podstawie, o ile nie zaznaczono inaczej.
NCAA
- Uczestnik turnieju NCAA (2009)
- Zaliczony do:
  - I składu pierwszoroczniaków konferencji Atlantic Coast (ACC – 2008)
  - II składu:
    - All-American (2009)
    - konferencji ACC (2009)

NBA
- Mistrz NBA (2021)[12]
- Uczestnik meczu gwiazd NBA (2015)
- Zawodnik:
  - miesiąca (styczeń 2015)
  - tygodnia (14.04.2014, 5.01,2015)